# Webb, Iowa
Webb är en ort i Clay County i Iowa. Vid 2010 års folkräkning hade Webb 141 invånare.